# Luc Devoldere
Luc Devoldere (Kortrijk, 1 november 1956) is een Vlaamse classicus, schrijver en publicist.  

## Biografie
Luc Devoldere studeerde oude talen en wijsbegeerte aan de universiteit van Kortrijk en Leuven en was van 1978 tot 1996 leraar Latijn en Grieks aan het Sint-Barbaracollege in Gent. In 1994 debuteerde hij als essayist met  ‘Grand Hotel Italia. Een reis in de geest‘. 
Sinds 1996 was hij verbonden aan de Vlaams-Nederlandse culturele instelling Ons Erfdeel vzw. In 2002 volgde hij Jozef Deleu op als hoofdredacteur en afgevaardigd bestuurder. In 2009 werd hij lid van de Koninklijke Academie voor Nederlandse Taal en Letteren Eind 2020 verliet hij Ons Erfdeel - De lage landen. Op 1 januari 2021 werd Hendrik Tratsaert zijn opvolger. Op 1 januari 2023 werd Devoldere benoemd tot voorzitter van Literatuur Vlaanderen.

## Werk
Als schrijver is Devoldere vooral gekend als essayist. Enkele van zijn werken:
- Wachtend op de barbaren (Lannoo, Tielt, 2002)
- De verloren weg. Van Canterbury naar Rome (Atlas, Amsterdam, 2002)
- Mijn Italië (Atlas, Amsterdam, 2006)
- Lucifers bij de brand. Notities (Atlas, Amsterdam, 2009)
- Tegen de kruideniers. Over talen, Europa en geheugen (De Bezige Bij, Antwerpen, 2014)
- Zwerven langs de Limes. De randen van het Romeinse Rijk (Athenaeum - Polak & Van Gennep, Amsterdam 2024), ISBN 9789025313678

Hij vertaalde De as van Gramsci van Pier Paolo Pasolini (Uitgeverij P, Leuven, 2012).

## Erkenning
- 2004: Prijs voor Letterkunde van de Vlaamse Provincies voor Wachtend op de barbaren.
- 2017: de prestigieuze Marnixring Erepenning wordt toegekend in de Minardschouwburg in Gent.